# Maria Melhior

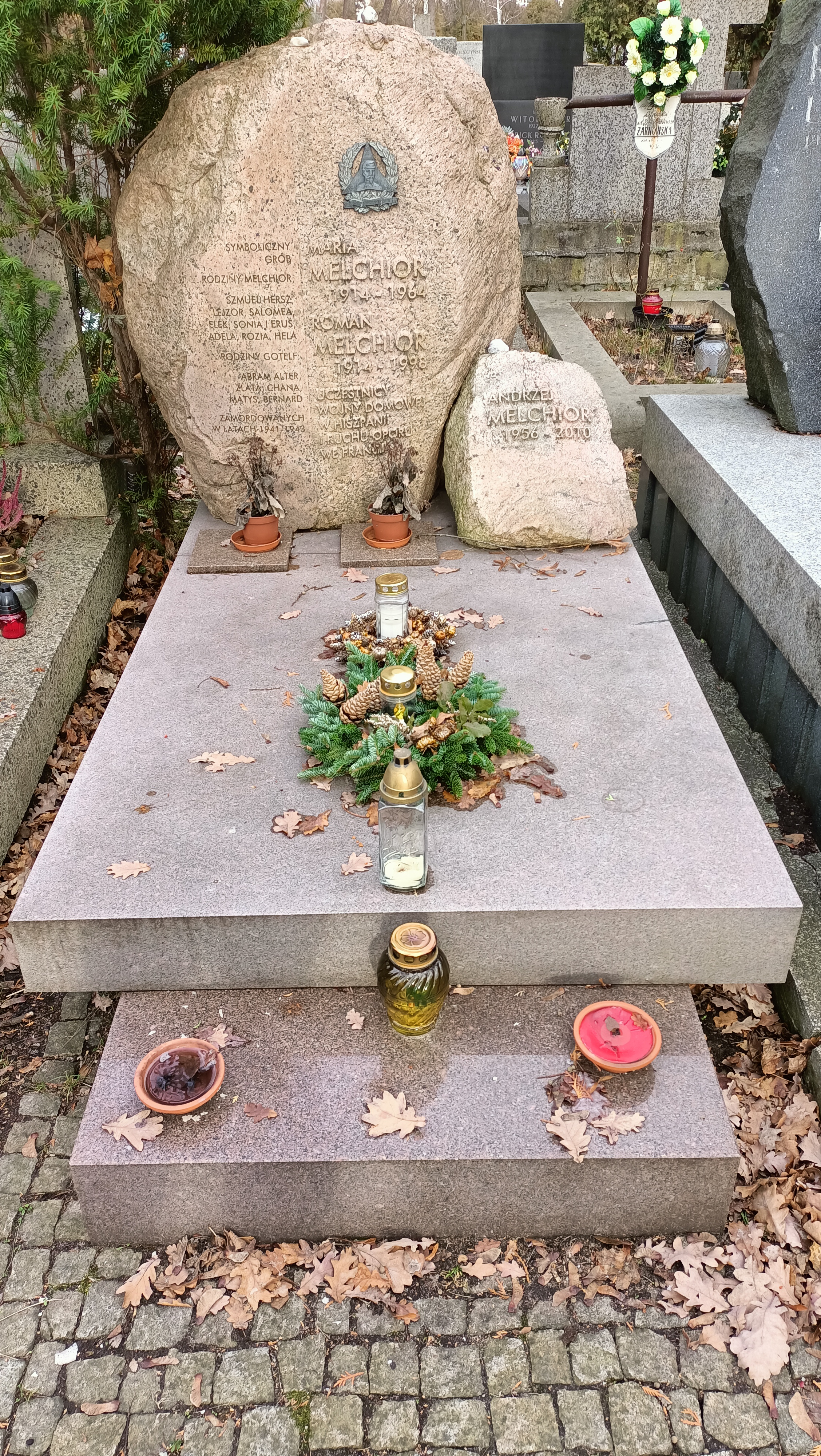
Grób Marii Melchior na Cmentarzu Wojskowym na Powązkach

Maria Melhior z d. Gotel (ur. 21 października 1914 w Warszawie, zm. 6 marca 1964 tamże) – członkini KZMP i więźniarka w Warszawie, uczestniczka wojny domowej w Hiszpanii,  w czasie II wojny światowej członkini komunistycznego ruchu oporu FTPF we Francji; po wojnie w Sztabie Generalnym WP, dama Orderu Virtuti Militari.

## Życiorys
Urodziła się 21 października 1914 w Warszawie jako córka Józefa Gotela. Przed wojną była członkinią Komunistycznego Związku Młodzieży Polskiej, przez co była kilkakrotnie więziona za przynależność do tej organizacji, którą uważano za nielegalną. W latach 1936-1938 uczestniczyła w Hiszpanii podczas odbywającej się tam wojnie domowej, jako sanitariuszka w komunistycznej XIII Brygadzie Międzynarodowej im. Jarosława Dąbrowskiego.
Podczas II wojny światowej na terenie Francji była uczestniczką komunistycznego ruchu oporu Wolni Strzelcy i Partyzanci Francuscy, należąc zarówno do Komunistycznej Partii Hiszpanii jak i do Francuskiej Partii Komunistycznej .
Chorąży Maria Melhior Uchwałą Krajowej Rady Narodowej Nr 47 z 16 lipca 1946 została odznaczona Krzyżem Srebrnym Orderu Wojennego Virtuti Militari. Odznaczona była również Krzyżem Komandorskim Orderu Odrodzenia Polski, Krzyżem Partyzanckim oraz francuskim Croix de Guerre. Później została awansowana do stopnia kapitana.
Po zakończonej wojnie, od 2 marca 1946 do 1950 była przydzielona do Sztabu Generalnego Wojska Polskiego. Pracowała również jako dziennikarka. Należała do Polskiej Partii Robotniczej i Polskiej Zjednoczonej Partii Robotniczej. Mieszkała w Warszawie przy ul. Jaworzyńskiej 11.
Zmarła 6 marca 1964, a pochowana została na Cmentarzu Wojskowym na Powązkach (kwatera 12B, rząd 11, miejsce 12).